# Cindy Blackman
Cindy Blackman (ur. 18 listopada 1959 w Yellow Springs, w stanie Ohio, Stany Zjednoczone), występująca też pod nazwiskiem Cindy Blackman-Santana – amerykańska perkusistka jazz-rockowa i rockowa, najbardziej znana z nagrań i trasy koncertowej z Lennym Kravitzem (1993–2007). Nagrała też kilka jazzowych albumów pod własnym nazwiskiem. Jest członkinią zespołu Carlosa Santany oraz jego żoną (od 2010).

## Życiorys
Urodziła się w Yellow Springs, w stanie Ohio, w bardzo muzykalnej rodzinie. Jej matka i babcia były wykonawczyniami muzyki poważnej, grając odpowiednio na skrzypcach w orkiestrze klasycznej i na fortepianie. Jej ojciec był miłośnikiem jazzu, starsza siostra interesowała się Jimim Hendrixem, The Beatles, Sly and the Family Stone i Jamesem Brownem, a starszy brat był wielbicielem muzyki Johna Coltrane’a. Jej wuj grał na wibrafonie. W bardzo młodym wieku zainteresowała się grą na perkusji. Kiedy słuchała muzyki, to brzmienie perkusji najbardziej przyciągało jej uwagę. Z perkusją po raz pierwszy zetknęła się w wieku 7 lat, uczestnicząc w przyjęciu w domu przyjaciela w Yellow Springs. Mając 11 lat, przeniosła się z rodziną do Bristolu, w stanie Connecticut, gdzie dołączyła do gimnazjalnych zespołów koncertowych i jazzowych. Grała w nich w sekcji perkusyjnej, miała także możliwość gry na kotłach i bębnie w szkolnej orkiestrze. Uczęszczała na letnie zajęcia w Hartt College of Music w Hartford, odwiedzała też szkółkę muzyczną, prowadzoną przez Jackie and Dollie Mclean’s Artists Collective. W wieku 12 lat miała dokładnie opanowane podstawy gry na perkusji. Mając lat 13, spotkała Maxa Roacha, który wprowadził ją w tajniki gry na perkusji jazzowej. Gdy miała 16 lat, zetknęła się z Tony Williamsem, dzięki któremu mogła rozwinąć dalej swe umiejętności.
Na University of Hartford i Berklee College of Music studiowała instrumenty perkusyjne używane przez orkiestry wykonujące muzykę poważną. Jej wykładowcami byli Alan Dawson i Lennie Nelson. Na początku lat 80. przeniosła się do Nowego Jorku, gdzie grała z Freddiem Hubbardem i Samem Riversem. W 1987 roku została stałą perkusistką Jackiego McLeana; w tym samym roku zaczęła nagrywać jako liderka dla wytwórni Muse. Cindy Blackman stała się atrakcją jam session zorganizowanych przez Teda Cursona w klubie Blue Note. W 1990 roku wystąpiła na kilku festiwalach z triem Dona Pullena.

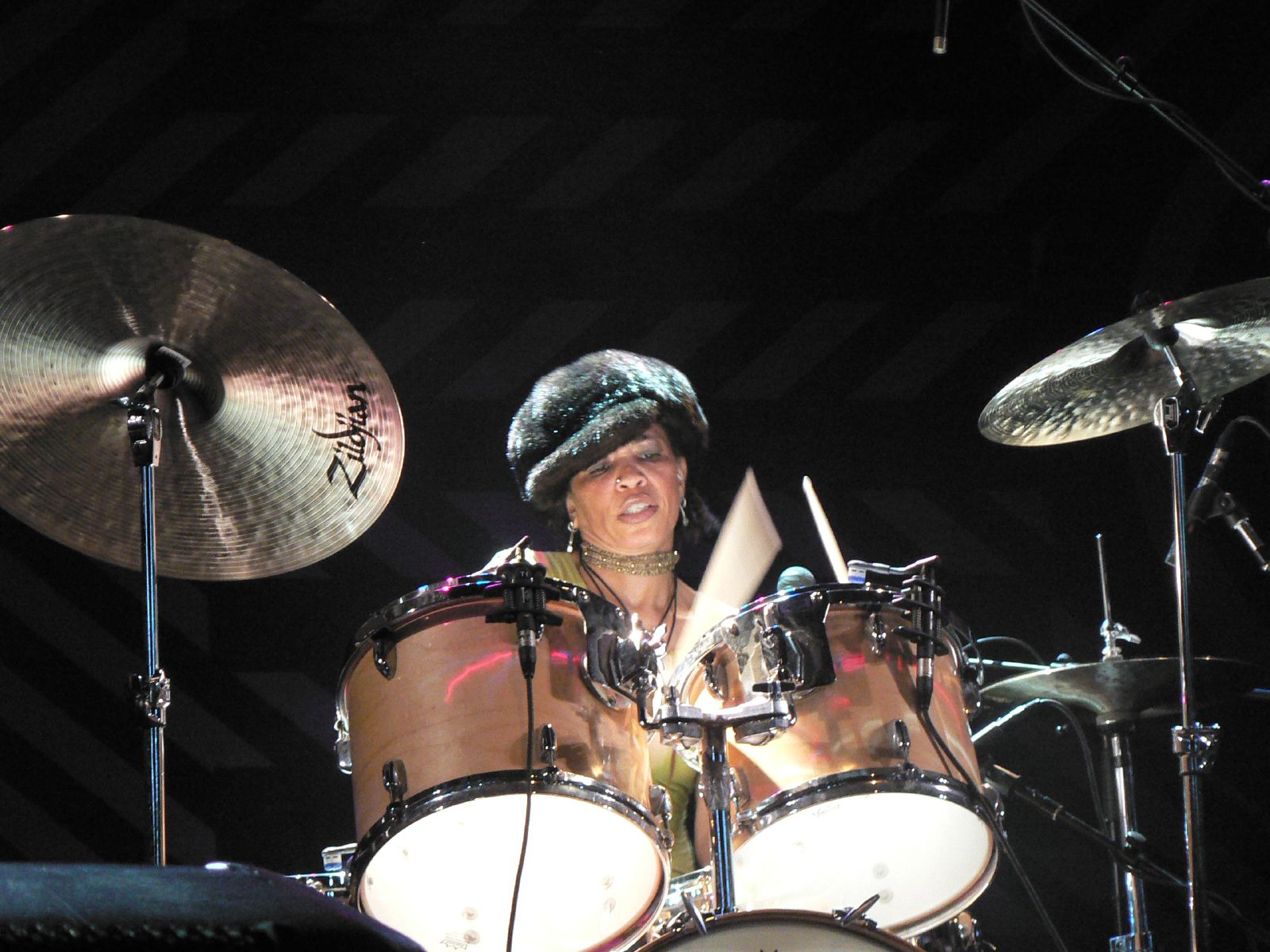
Cindy Blackman na Willisau Jazz Festival (2007)

W 1993 roku została członkinią zespołu towarzyszącego Lenny Kravitzowi; nagrała wówczas partię perkusji do jego albumu Are You Gonna Go My Way, który stał się pierwszym światowym bestsellerem artysty, sprzedając się w 4 milionach egzemplarzy na całym świecie. Członkinią zespołu Lenny Kravitza była do 2007 roku.
W 1998 roku wytwórnia Warner Bros. wydała jej pierwsze instruktażowe video zatytułowane Multiplicity. W 2001 roku wystąpiła na Modern Drummer Festival.
W 2010 roku została członkinią zespołu Carlosa Santany. W lipcu tego samego roku podczas koncertu w Tinley Park, w stanie Illinois zaręczyła się z nim, a 19 grudnia na Hawajach wyszła za niego za mąż. Carlos Santana wcześniej był przez 34 lata żonaty z Deborah, ale w 2007 roku para rozwiodła się.

## Współpraca z innymi artystami
Nagrywała i odbywała wspólne trasy koncertowe również z innymi artystami, jak: Pharoah Sanders, Cassandra Wilson, Bill Laswell, Joss Stone, Joe Henderson, Buckethead, Hugh Masakela i Angela Bofill.

## Dyskografia
Jako liderka zespołu nagrała 9 albumów studyjnych: Arcane (1988), Code Red (1990), Telepathy (1992), The Oracle (1995), In The Now (1998), Works On Canvas (1999), Someday (2001), Music For The New Millennium (2005) Another Lifetime (2010).